# ناحیه مودلینگ
ناحیه مودلینگ (به آلمانی: Mödling District) یک ناحیه در اتریش است که در نیدراسترایش واقع شده‌است. ناحیه مودلینگ ۱۰۶٬۳۷۴ نفر جمعیت دارد.